# Buenavista (västra Morelia)
Buenavista är en ort i Mexiko.   Den ligger i kommunen Morelia och delstaten Michoacán de Ocampo, i den södra delen av landet, 240 km väster om huvudstaden Mexico City. Buenavista ligger 2 424 meter över havet och antalet invånare är 320.
Terrängen runt Buenavista är huvudsakligen kuperad, men åt nordost är den platt. Runt Buenavista är det tätbefolkat, med 493 invånare per kvadratkilometer. Närmaste större samhälle är Morelia, 20,0 km öster om Buenavista. I omgivningarna runt Buenavista växer huvudsakligen savannskog.